# Каїшево
Каї́шево (рос. Каишево, башк. Ҡайыш) — присілок у складі Дюртюлинського району Башкортостану, Росія. Входить до складу Староянтузовської сільської ради.
Населення — 197 осіб (2010; 189 2002).
Національний склад:
- татари — 68 %
- башкири — 28 %